# Libido TV
Libido TV est une chaîne de télévision luxembourgeoise pour adultes. Lancée le 1er mars 2011, elle est disponible exclusivement sur Canalsat (canal 212) en option. Ouverte de minuit à 5 heures du matin, son antenne se partage entre films pornographiques, principalement amateurs français, et parodies sexuelles d'émissions télévisées. Cette chaîne se veut « libertine, drôle et décomplexée ».

## Historique
Libido TV a été ajoutée au réseau Canalsat, en exclusivité, le 1er mars 2011. Canalsat propose alors cette chaîne en option, soit seule, soit au sein d'un « pack Adulte ». Le slogan de Libido TV, « La petite chaîne qui démonte », parodie l'ancien slogan de la chaîne française M6 (entre 1988 et 1997) : « M6, La petite chaîne qui monte, qui monte ! ».
Libido TV a cessé d’émettre le 15 novembre 2021.

## Programmes originaux
Outre les films et programmes pornographiques qu'elle diffuse, Libido TV propose des programmes originaux, avec un ton plutôt humoristique voire parodique :
- Astro Sexy : émission d'astrologie, présentée de façon sexy par Angela[2], puis par Sophie.
- Casting BD : émission présentant des nouveautés de bande dessinée pornographique ou érotique, présentée par Luciano et Fiona.
- Culenta : émission parodiant Koh-Lanta.
- La Météo Sexy : bulletins météorologiques, présentés de façon sexy par Ophélie Marie (ancienne candidate de la saison 1 de Secret Story)[5].
- Porn Story : émission de télé-réalité durant laquelle sept filles et sept garçons doivent « accomplir des missions sexuelles ».
- Reportages Interdits : émission de reportages inédits sur le libertinage ou l'échangisme.
- Le Télé @ Chattes : émission de télé-achat spécialisée dans les objets concernant la sexualité[4], testés à l'écran.
- Le TourNiké : jeu télévisé où quatre couples se font face dans des épreuves concernant la sexualité[4], présenté par Ophélie Marie[5].